# Gravesham
Gravesham es un distrito no metropolitano con el estatus de municipio, ubicado en el condado de Kent (Inglaterra). Fue constituido el 1 de abril de 1974 bajo la Ley de Gobierno Local de 1972 como una fusión del antiguo municipio de Gravesend, el distrito urbano de Northfleet y los distritos rurales de Northfleet y Strood.

## Geografía
Según la Oficina Nacional de Estadística británica, Gravesham tiene una superficie de 99,02 km².

## Demografía
Según el censo de 2001, Gravesham tenía 95 717 habitantes (48,99% varones, 51,01% mujeres) y una densidad de población de 966,64 hab/km². El 21,61% eran menores de 16 años, el 71,68% tenían entre 16 y 74 y el 6,71% eran mayores de 74. La media de edad era de 38,22 años. 
La mayor parte (92,41%) eran originarios del Reino Unido. El resto de países europeos englobaban al 1,92% de la población, mientras que el 0,71% había nacido en África, el 4,34% en Asia, el 0,31% en América del Norte, el 0,06% en América del Sur, el 0,18% en Oceanía y el 0,06% en cualquier otro lugar. Según su grupo étnico, el 89,53% de los habitantes eran blancos, el 1,02% mestizos, el 8,23% asiáticos, el 0,64% negros, el 0,34% chinos y el 0,25% de cualquier otro. El cristianismo era profesado por el 72,3%, el budismo por el 0,25%, el hinduismo por el 0,63%, el judaísmo por el 0,06%, el islam por el 0,8%, el sijismo por el 6,66% y cualquier otra religión por el 0,27%. El 12,02% no eran religiosos y el 7,02% no marcaron ninguna opción en el censo.
El 42,35% de los habitantes estaban solteros, el 42,83% casados, el 2,08% separados, el 6,2% divorciados y el 6,55% viudos. Había 38 266 hogares con residentes, de los cuales el 27,18% estaban habitados por una sola persona, el 10% por padres solteros con o sin hijos dependientes, el 61,23% por parejas (51,64% casadas, 9,59% sin casar) con o sin hijos dependientes, y el 1,59% por múltiples personas. Además, había 815 hogares sin ocupar y 56 eran alojamientos vacacionales o segundas residencias.

## Hermanamientos
Gravesham está hermanado con:
- Neumunster (Alemania).
- Cambrai (Francia).
- Chesterfield (Estados Unidos).